# Disney Online
Disney Online ou Disney.com est la filiale de la Walt Disney Company éditant les sites web de la société. Elle est gérée par le Walt Disney Internet Group.

## Historique
L'entreprise a été créée en 1995 pour gérer et éditer du contenu sur Internet et dépendant de la société Disney Interactive. Le site Disney.com a été lancé le 21 février 1996 et était conçu comme une version interactive d'un parc à thèmes menant aux différentes activités du groupe.
En 1997, le service Disney's Daily Blast à destination des enfants est lancé.
La société après plusieurs acquisitions et créations lance en 1999 un site portail pour l'ensemble de ses filiales : go.com. Toutefois le portail ne fonctionna pas mais l'édition de contenu restait un point fort de la société qui rebaptisa le 2 août 2000 toute sa division internet Walt Disney Internet Group, Disney Online devenant une filiale pour les marques Disney.
Le 2 juin 2003, Disney Online lance Disney's Toontown Online un MMORPG, disponible tout d'abord aux États-Unis, la version britannique est lancée le 25 mai 2004.
Le 28 juin 2005, un podcast Disney Online est lancé sur iTunes à la suite d'un contrat entre Disney et Apple.
Le 30 novembre 2005, Disney Online lance le site de téléchargement de jeu Disney's Game Café
Le 17 janvier 2006, Disney Online et Playhouse Disney lancent un site payant www.preschooltime.com pour les enfants avec des activités pré-scolaires,.
Le 20 février 2008, WDIG annonce la création d'une filiale de Disney Online nommée Disney Online Studios, pour la conception, la gestion et la publication de jeux vidéo en ligne, de mondes virtuels et de communautés internet.
Le 2 avril 2009, Disney Online rachète la partie nord-américaine du site Kaboose, la partie britannique étant rachetée par Barclays Private Equity. Ce rachat estimé à 18,4 millions de $ a permis à Disney l'acquisition des sites Kaboose.com, Babyzone.com, AmazingMoms.com, Funschool.com et Zeeks.com.
Le 1er juin 2009, à la suite du rachat le 2 avril de la partie nord-américaine du site Kaboose, Disney Online crée une division Disney Online Mom and Family Portfolio, et indique conserver pour le moment le différent site, certaines consolidations auront lieu à l'avenir. Kaboose avait une audience en avril 2009 de 3,6 millions visiteurs uniques tandis que les sites DisneyFamily.com et FamilyFun.com atteignaient les 2,6 millions visiteurs uniques.
Le 12 août 2010, Disney Online dévoile le jeu en ligne World of Cars inspiré de Cars de Pixar. Le 20 août 2010, Disney Online lance un site de musique conjointement avec Disney Music Group et Radio Disney à l'adresse Disney.com/Music. Le site comprend du contenu musical, des vidéos de concerts ou en studio, des interviews vidéo-radiophoniques, des activités, des informations sur les artistes du groupe.
Le 23 octobre 2012, Disney.com propose une nouvelle interface, la troisième en 5 ans.
Le 8 octobre 2013, Disney Interactive et Vevo annoncent un partenariat qui permet d'offrir une sélection de 50 000 vidéo musicales du catalogue de Vevo sur le site Disney.com et du contenu musical comme Radio Disney et des actualités sur les plateformes de Vevo.

## Sites internet
Voici quelques-uns des sites internet de Disney Online. Il existe aussi de nombreux sites temporaires, redirections vers des sous-sites et autres.
- Disney Channel (www.DisneyChannel.com)
- Playhouse Disney (www.PlayhouseDisney.com)
- Disney Shopping (www.disneyshopping.com)
- Walt Disney Parks and Resorts (www.disneydestinations.com)
- Walt Disney Pictures (www.disneypictures.com)
- Disney DVD & Video (www.disneyvideos.com)
- Radio Disney (www.radiodisney.com).